# UFC Fight Night: Веттори vs. Долидзе 2
UFC Fight Night: Vettori vs. Dolidze 2 (также известный как UFC Fight Night 254 и UFC Vegas 104 и UFC on ESPN+ 112) — турнир по смешанным единоборствам, организованный Ultimate Fighting Championship, который был проведён 15 марта 2025 года в спортивном комплексе «UFC Apex» в городе Энтерпрайз (часть мегаполиса Лас-Вегас), штат Невада, США.

## Подготовка турнира

### Главные события турнира
В качестве заглавного события турнира был запланирован бой-реванш в среднем весе, в котором встретятся бывший претендент на титул чемпиона UFC в среднем весе итальянец Марвин Веттори (#8 в рейтинге) и грузинский боец Роман Долидзе (#10 в рейтинге). Ранее бойцы встречались на турнире UFC 286 в марте 2023 года. В первом поединке победил Веттори единогласным решением судей.
| Заглавное событие — Средний вес | Заглавное событие — Средний вес | Заглавное событие — Средний вес |
| --- | --- | ------------------------------- |
| Марвин Веттори | | Роман Долидзе                   |
| MARVIN VETTORI «The Italian Dream» (Итальянская мечта) '31 год (20.09.1993) Рост 183 см, размах рук 188 см, вес 84,1 кг Гражданство: Происхождение: Место рождения: Тренто, Тренто, Италия Представляет: Медзокорона, Тренто', Италия «Stabile Fight Team» / «American Top Team» Дебют в UFC — 20.08.2016 (с рекордом 10-1) Бонусы «Fight of the Night» (2) / «Perfomance of the Night» (1) Чемпион Venator FC в полусреднем весе (2015, защиты 1/1) | РОМАН НОДАРОВИЧ ДОЛИДЗЕ «The Caucasian» (Кавказец) 36 лет (15.07.1988) Рост 188 см, размах рук 193 см, вес 84,1 кг Гражданство: Происхождение: Место рождения: Батуми, Грузинская ССР, СССР Представляет: Батуми, Грузия «Xtreme Couture» Дебют в UFC — 18.07.2020 (с рекордом 6-0) Бонусы «Perfomance of the Night» (3) Чемпион World Warriors FC в полутяжёлом весе (2018, защиты 1/1) |                                 |
| Последние бои: 17.06.2023, Джаред Каннонир (#4), UDEC 18.03.2023, Роман Долидзе (#9), UDEC 03.09.2022, Роберт Уиттакер (#1), UDEC 23.10.2021, Паулу Коста (#2), UDEC 12.06.2021, Исраэль Адесанья (ч), UDEC | Последние бои: TKO1, Кевин Холланд, 05.10.2024 UDEC, Энтони Смит (#10, полутяж. вес), 29.06.2024 MDEC, Нассурдин Имавов (#11), 03.02.2024 UDEC, Марвин Веттори (#4), 18.03.2023 TKO2, Джек Херманссон (#8), 03.12.2022 |                                 |

### Изменения карда турнира
При подготовке турнира были также анонсированы, но впоследствии отменены следующие поединки:
- Бой в лёгком весе, в котором должны были встретиться Эван Элдер и Маркель Медерос.[5] На неделе перед турниром стало известно, что Медерос был вынужден сняться с боя из-за травмы и бой был отменён. Элдер был перенесён на бой с другим соперником в кард турнира UFC on ESPN: Хилл vs. Раунтри, который пройдёт месяцем позже.[6]

### Анонсированные бои
| Бой | Весовая категория     | Участники боёв и их статистика перед боем (рекорд ММА / рекорд UFC / серия) | Участники боёв и их статистика перед боем (рекорд ММА / рекорд UFC / серия) | Участники боёв и их статистика перед боем (рекорд ММА / рекорд UFC / серия) | Участники боёв и их статистика перед боем (рекорд ММА / рекорд UFC / серия) | Участники боёв и их статистика перед боем (рекорд ММА / рекорд UFC / серия) | Участники боёв и их статистика перед боем (рекорд ММА / рекорд UFC / серия) | Участники боёв и их статистика перед боем (рекорд ММА / рекорд UFC / серия) | Участники боёв и их статистика перед боем (рекорд ММА / рекорд UFC / серия) | Участники боёв и их статистика перед боем (рекорд ММА / рекорд UFC / серия) | Участники боёв и их статистика перед боем (рекорд ММА / рекорд UFC / серия) | Участники боёв и их статистика перед боем (рекорд ММА / рекорд UFC / серия) | Участники боёв и их статистика перед боем (рекорд ММА / рекорд UFC / серия) |
| |                       | Главный кард (Main Card, ESPN+)                                             |                                                                             |                                                                             |                                                                             |                                                                             |                                                                             |                                                                             |                                                                             |                                                                             |                                                                             |                                                                             |                                                                             |
| 1 | Средний вес           | Марвин Веттори (Marvin Vettori)                                             | #8 (2), exП                                                                 | 19-6-1                                                                      | 9-5-1                                                                       | -1                                                                          | vs.                                                                         | Роман Долидзе (Roman Dolidze)                                               | #12 (7)                                                                     | 14-3                                                                        | 8-3                                                                         | +2                                                                          | [ 7 ]                                                                       |
| 2 | Полусредний вес       | Чиди Нжокуани (Chidi Njokuani)                                              | CS                                                                          | 24-10                                                                       | 4-3                                                                         | +2                                                                          | vs.                                                                         | Элизеу Залески дус Сантус (Elizeu Zaleski dos Santos)                       | exT(13)                                                                     | 25-8-1                                                                      | 11-4-1                                                                      | +1                                                                          | [ 8 ]                                                                       |
| 3 | Лёгкий вес            | Александр Эрнандес (Alexander Hernandez)                                    | exT(11)                                                                     | 15-8                                                                        | 7-7                                                                         | +1                                                                          | vs.                                                                         | Курт Холобо (Kurt Holobaugh)                                                | TUFW, CS                                                                    | 21-8 (1)                                                                    | 2-5                                                                         | +1                                                                          | [ 9 ]                                                                       |
| 4 | Легчайший вес         | Дамон Блэкшир (Da’Mon Blackshear)                                           |                                                                             | 15-7-1                                                                      | 3-3-1                                                                       | +1                                                                          | vs.                                                                         | Коди Гибсон (Cody Gibson)                                                   | TUF                                                                         | 21-10                                                                       | 3-5                                                                         | +2                                                                          | [ 10 ]                                                                      |
| 5 | Полутяжёлый вес       | Дияр Нургожай (Diyar Nurgozhay)                                             | д, CS                                                                       | 10-0                                                                        | -                                                                           | +10                                                                         | vs.                                                                         | Брендсон Рибейру (Brendson Ribeiro)                                         | CS                                                                          | 16-7                                                                        | 1-2                                                                         | +1                                                                          | [ 11 ]                                                                      |
| 6 | Полулёгкий вес        | Чхве Сын-у (Seung Woo Choi)                                                 |                                                                             | 11-7                                                                        | 4-6                                                                         | -1                                                                          | vs.                                                                         | Кевин Вальехос (Kevin Vallejos)                                             | д, CS                                                                       | 14-1                                                                        | -                                                                           | +3                                                                          | [ 12 ]                                                                      |
| |                       | Предварительный кард (Prelims, ESPN+)                                       |                                                                             |                                                                             |                                                                             |                                                                             |                                                                             |                                                                             |                                                                             |                                                                             |                                                                             |                                                                             |                                                                             |
| 7 | Тяжёлый вес           | Вальдо Кортес-Акоста (Waldo Cortes-Acosta)                                  | #12, CS                                                                     | 12-1                                                                        | 5-1                                                                         | +3                                                                          | vs.                                                                         | Райан Спэнн (Ryan Spann)                                                    | exT(8), CS                                                                  | 22-10                                                                       | 8-5                                                                         | +1                                                                          | [ 13 ]                                                                      |
| 8 | Легчайший вес         | Ю Су-ён (Su Young You)                                                      | R2U                                                                         | 14-3                                                                        | 1-0                                                                         | +3                                                                          | vs.                                                                         | Эй Джей Каннингэм (AJ Cunningham)                                           | CS                                                                          | 11-4                                                                        | 0-1                                                                         | -1                                                                          | [ 14 ]                                                                      |
| 9 | Легчайший вес         | Карлос Вера (Carlos Vera)                                                   | TUF                                                                         | 11-4                                                                        | 0-1                                                                         | -1                                                                          | vs.                                                                         | Жозиас Мусаса (Josias Musasa)                                               | д, CS                                                                       | 8-0                                                                         | -                                                                           | +8                                                                          | [ 15 ]                                                                      |
| 10 | Жен. минимальный вес  | Стефани Лусиану (Stephanie Luciano)                                         | CS                                                                          | 6-1-1                                                                       | 1-0                                                                         | +1                                                                          | vs.                                                                         | Сэм Хьюз (Sam Hughes)                                                       |                                                                             | 9-6                                                                         | 4-5                                                                         | +1                                                                          | [ 16 ]                                                                      |
| 11 | Наилегчайший вес      | Даниэль Барес (Daniel Barez)                                                | CS                                                                          | 17-6                                                                        | 1-1                                                                         | +1                                                                          | vs.                                                                         | Андре Лима (André Lima)                                                     | CS                                                                          | 10-0                                                                        | 3-0                                                                         | +10                                                                         | [ 17 ]                                                                      |
| 12 | Жен. легчайший вес    | Жозиани Нунис (Josiane Nunes)                                               | exT(13)                                                                     | 10-3                                                                        | 3-2                                                                         | -2                                                                          | vs.                                                                         | Присила Кашуэйра (Priscila Cachoeira)                                       |                                                                             | 12-6                                                                        | 4-6                                                                         | -2                                                                          | [ 18 ]                                                                      |
| 13 | Жен. наилегчайший вес | Юнейси Дубен (Yuneisy Duben)                                                | д, CS                                                                       | 6-0                                                                         | -                                                                           | +6                                                                          | vs.                                                                         | Карли Джудис (Carli Judice)                                                 | CS                                                                          | 3-2                                                                         | 0-1                                                                         | -2                                                                          | [ 19 ]                                                                      |
| |                       | Отменённые бои                                                              |                                                                             |                                                                             |                                                                             |                                                                             |                                                                             |                                                                             |                                                                             |                                                                             |                                                                             |                                                                             |                                                                             |
| | Лёгкий вес            | Эван Элдер (Evan Elder)▼                                                    |                                                                             | 9-2                                                                         | 2-2                                                                         | +2                                                                          | vs.                                                                         | Маркель Медерос (MarQuel Mederos)                                           |                                                                             | 9-1                                                                         | 1-0                                                                         | +7                                                                          | [ 20 ]                                                                      |
| Условные обозначения: #5 (1) — текущее (лучшее) место бойца в рейтинге, exЧ(В) — бывший чемпион (временный), exП(В) — бывший претендент на титул чемпиона (временного), exТ(3) — боец входил в рейтинг Топ-15 (лучшее место в рейтинге), д — дебютант, CS — боец участвовал в Претендентской серии Дэйны Уайта, R2U — боец участвовал в шоу Road To UFC, TUF — боец участвовал в шоу The Ultimate Fighter, TUFW — боец являлся победителем The Ultimate Fighter, WEC/SF — боец выступал в WEC или Strikeforce до объединения этих организаций с UFC. |                       |                                                                             |                                                                             |                                                                             |                                                                             |                                                                             |                                                                             |                                                                             |                                                                             |                                                                             |                                                                             |                                                                             |                                                                             |

## Церемония взвешивания
Результаты официальной церемонии взвешивания бойцов перед турниром.
| Весовая категория и допустимый лимит в фунтах | Весовая категория и допустимый лимит в фунтах | Участники боёв и их вес в фунтах | Участники боёв и их вес в фунтах | Участники боёв и их вес в фунтах | Участники боёв и их вес в фунтах |
| --------------------------------------------- | --------------------------------------------- | -------------------------------- | -------------------------------- | -------------------------------- | -------------------------------- |
| Средний вес                                   | 185 (+1)                                      | Марвин Веттори                   | 186                              | Роман Долидзе                    | 186                              |
| Полусредний вес                               | 170 (+1)                                      | Чиди Нжокуани                    | 172,25 *                         | Элизеу Залески дус Сантус        | 171                              |
| Лёгкий вес                                    | 155 (+1)                                      | Александр Эрнандес               | 156                              | Курт Холобо                      | 155,5                            |
| Легчайший вес                                 | 135 (+1)                                      | Дамон Блэкшир                    | 136                              | Коди Гибсон                      | 136                              |
| Полутяжёлый вес                               | 205 (+1)                                      | Дияр Нургожай                    | 210,5 **                         | Брендсон Рибейру                 | 205,5                            |
| Полулёгкий вес                                | 145 (+1)                                      | Чхве Сын-у                       | 146                              | Кевин Вальехос                   | 145,5                            |
| Тяжёлый вес                                   | 265 (+1)                                      | Вальдо Кортес-Акоста             | 261,5                            | Райан Спэнн                      | 249                              |
| Легчайший вес                                 | 135 (+1)                                      | Ю Су-ён                          | 136                              | Эй Джей Каннингэм                | 136                              |
| Легчайший вес                                 | 135 (+1)                                      | Карлос Вера                      | 136                              | Жозиас Мусаса                    | 136 ***                          |
| Минимальный вес (женщины)                     | 115 (+1)                                      | Стефани Лусиану                  | 116                              | Сэм Хьюз                         | 116                              |
| Наилегчайший вес                              | 125 (+1)                                      | Даниэль Барес                    | 126                              | Андре Лима                       | 126                              |
| Легчайший вес (женщины)                       | 135 (+1)                                      | Жозиани Нунис                    | 136                              | Присила Кашуэйра                 | 135                              |
| Наилегчайший вес (женщины)                    | 125 (+1)                                      | Юнейси Дубен                     | 125,5                            | Карли Джудис                     | 125                              |

[*] Чиди Нжокуани не смог уложиться в лимит полусредней весовой категории (превышение 1,25 фунта). Бой пройдёт в промежуточном весе 172,25 фунта.
[**] Дияр Нургожай не смог уложиться в лимит полутяжёлой весовой категории (превышение 4,5 фунта) и будет оштрафован на 25 % от гонорара в пользу соперника. Бой пройдёт в промежуточном весе 210,5 фунтов.
[***] Жозиас Мусаса смог уложиться в лимит легчайшей весовой категории только со второй попытки. В первой попытке показал вес 136,5 фунтов.

## Результаты турнира
В главном бою вечера Роман Долидзе победил Марвина Веттори единогласным решением судей.
| Статистика поединка: | Статистика поединка: | Статистика поединка:                          | Статистика поединка:                          | Статистика поединка: | Статистика поединка: | Статистика поединка: | Статистика поединка: | Статистика поединка: | Статистика поединка: | Статистика поединка: | Статистика поединка: | Статистика поединка: | Статистика поединка: | Статистика поединка: | Статистика поединка: | Статистика поединка: | Статистика поединка: | Статистика поединка: |
| Участник             | Нокдауны             | Акцентрованные удары (по цели/всего/точность) | Акцентрованные удары (по цели/всего/точность) | По раундам           | По раундам           | По раундам           | По раундам           | По раундам           | По цели              | По цели              | По цели              | По позиции           | По позиции           | По позиции           | Тейкдауны            | Тейкдауны            | Контроль             | Попытка приема       |
| Участник             | Нокдауны             | Акцентрованные удары (по цели/всего/точность) | Акцентрованные удары (по цели/всего/точность) | 1Р                   | 2Р                   | 3Р                   | 4Р                   | 5Р                   | Голова               | Корпус               | Ноги                 | Дистанция            | Клинч                | Партер               | Тейкдауны            | Тейкдауны            | Контроль             | Попытка приема       |
| -------------------- | -------------------- | --------------------------------------------- | --------------------------------------------- | -------------------- | -------------------- | -------------------- | -------------------- | -------------------- | -------------------- | -------------------- | -------------------- | -------------------- | -------------------- | -------------------- | -------------------- | -------------------- | -------------------- | -------------------- |
| Марвин Веттори       | 0                    | 111/220                                       | 50 %                                          | 19/38                | 20/45                | 22/34                | 21/43                | 29/60                | 72/173               | 8/11                 | 31/36                | 110/218              | 1/2                  | 0                    | 0                    | -                    | 0:00                 | 0                    |
| Роман Долидзе        | 0                    | 141/338                                       | 41 %                                          | 17/52                | 31/66                | 18/62                | 37/71                | 38/87                | 85/253               | 20/36                | 36/49                | 137/332              | 4/6                  | 0                    | 0/1                  | 0 %                  | 0:15                 | 0                    |

| Бой    | Весовая категория           | Результат боя        | Результат боя        | Результат боя | Результат боя | Результат боя | Результат боя             | Результат боя | Способ победы                                          | Раунд | Время | Рефери в ринге |
|        |                             | Главный кард         |                      |               |               |               |                           |               |                                                        |       |       |                |
| Бой 13 | Средний вес                 |                      | Роман Долидзе        | #12           | поб.          |               | Марвин Веттори            | #8            | Единогласное решение (49-46, 49-46, 49-46)             | 5     | 5:00  | Херб Дин       |
| Бой 12 | Промежуточный вес (172,25)* |                      | Чиди Нжокуани        |               | поб.          |               | Элизеу Залески дус Сантус |               | Технический нокаут (удары коленями и локтями в голову) | 2     | 2:19  | Марк Смит      |
| Бой 11 | Лёгкий вес                  |                      | Александр Эрнандес   |               | поб.          |               | Курт Холобо               |               | Единогласное решение (29-28, 30-27, 29-28)             | 3     | 5:00  | Керри Хэтли    |
| Бой 10 | Легчайший вес               |                      | Дамон Блэкшир        |               | поб.          |               | Коди Гибсон               |               | Сдача, болевой приём (кимура)                          | 2     | 4:09  | Крис Тоньони   |
| Бой 9  | Промежуточный вес (210,5)** |                      | Брендсон Рибейру     |               | поб.          |               | Дияр Нургожай             | д             | Сдача, болевой приём (кимура)                          | 2     | 1:28  | Херб Дин       |
| Бой 8  | Полулёгкий вес              |                      | Кевин Вальехос       | д             | поб.          |               | Чхве Сын-у                |               | Технический нокаут (оверхэнд справа и добивание)       | 1     | 3:09  | Керри Хэтли    |
|        |                             | Предварительный кард |                      |               |               |               |                           |               |                                                        |       |       |                |
| Бой 7  | Тяжёлый вес                 |                      | Вальдо Кортес-Акоста | #12           | поб.          |               | Райан Спэнн               |               | Нокаут (хук слева и добивание)                         | 2     | 4:48  | Марк Смит      |
| Бой 6  | Легчайший вес               |                      | Ю Су-ён              |               | поб.          |               | Эй Джей Каннингэм         |               | Единогласное решение (30-27, 30-27, 30-27)             | 3     | 5:00  | Крис Тоньони   |
| Бой 5  | Легчайший вес               |                      | Карлос Вера          |               | поб.          |               | Жозиас Мусаса             | д             | Сдача, удушающий приём (удушение сзади)                | 1     | 3:16  | Херб Дин       |
| Бой 4  | Жен. минимальный вес        |                      | Сэм Хьюз             |               | поб.          |               | Стефани Лусиану           |               | Раздельное решение (29-28, 28-29, 29-27)               | 3     | 5:00  | Марк Смит      |
| Бой 3  | Наилегчайший вес            |                      | Андре Лима           |               | поб.          |               | Даниэль Барес             |               | Сдача, удушающий приём (удушение сзади)                | 3     | 3:05  | Керри Хэтли    |
| Бой 2  | Жен. легчайший вес          |                      | Присила Кашуэйра     |               | поб.          |               | Жозиани Нунис             |               | Нокаут (апперкот)                                      | 1     | 2:46  | Крис Тоньони   |
| Бой 1  | Жен. наилегчайший вес       |                      | Карли Джудис         |               | поб.          |               | Юнейси Дубен              | д             | Технический нокаут (удар ногой в голову)               | 1     | 1:40  | Марк Смит      |

Официальные судейские карточки турнира.

## Награды
Следующие бойцы были удостоены денежного бонуса в размере $50,000:
- Лучший бой вечера: не присуждался
- Выступление вечера: Карлос Вера, Андре Лима, Присила Кашуэйра и Карли Джудис